# Strijdkrachten van de Europese Unie

Europese lidmaatschappen van de EU en de NAVO per land:
Alleen EU-lid
Alleen NAVO-lid
Lid van beide

De deelname aan de verschillende Europese defensie-organisaties.

De strijdkrachten van de Europese Unie omvatten de verschillende samenwerkingsstructuren die er zijn ingesteld tussen de krijgsmachten van de lidstaten, zowel intergouvernementeel als binnen het institutionele raamwerk van de Europese Unie: het Gemeenschappelijk veiligheids- en defensiebeleid (GVDB) als tak van het Gemeenschappelijk buitenlands en veiligheidsbeleid (GBVB).
Het beleidsterrein van defensie is voornamelijk het domein van natiestaten en het belangrijkste militaire bondgenootschap Europa blijft de intergouvernementele Noord-Atlantische Verdragsorganisatie (NAVO), waaronder 22 EU-lidstaten (van de 27) vallen en 7 Europese niet-EU-landen (Albanië, IJsland, Noord-Macedonië, Montenegro, Turkije en Noorwegen en het Verenigd Koninkrijk) en de Verenigde Staten en Canada. De ontwikkeling van het GVDB in verband met de bestaande rol van de NAVO is een omstreden zaak. De militaire vorm van Europese integratie is echter geïntensiveerd in het begin van de 21e eeuw, hetgeen heeft geleid tot het uitvoeren van verschillende militaire interventies van de EU (30) en de oprichting van "EU Battlegroups". De laatsten zijn echter nog nooit ingezet bij operaties, en andere recente voorbeelden van militaire integratie, zoals het Eurokorps, de European Gendarmerie Force en het European Air Transport Command, zijn intergouvernementeel en vallen buiten het (supranationale) institutionele raamwerk van de Unie.
Artikel 42 van het Verdrag van Maastricht voorziet in substantiële militaire integratie binnen het institutionele raamwerk van de Unie. Volledige integratie is een optie die unanimiteit vereist in de Europese Raad van regeringsleiders. Voorlopig verkeert dit proces in een impasse, met name door de kritische houding van het Verenigd Koninkrijk.
Artikel 42 voorziet ook in een permanente gestructureerde samenwerking tussen de krijgsmachten van een groep lidstaten. Anno 2015 is deze optie nog niet gebruikt, hoewel prominente leiders zoals voormalig Frans president Nicolas Sarkozy, Duits bondskanselier Angela Merkel, voormalig Italiaans minister van buitenlandse zaken Franco Frattini en voormalig Belgisch premier Guy Verhofstadt publiekelijk hebben opgeroepen tot een gemeenschappelijke defensie voor de Unie. Het debat is echter geïntensiveerd door de confrontatie tussen de EU en Rusland door de Oekraïnecrisis. Hierdoor zijn er nieuwe oproepen gekomen voor een Europees leger door EU-commissievoorzitter Jean-Claude Juncker en andere Europese leiders en beleidsmakers zoals het hoofd van het buitenlands beleidcomité van het Duitse parlement, Norbert Röttgen, die zei dat een EU-leger “een Europese visie is wiens tijd nu gekomen is”.

## Geschiedenis
Na de Tweede Wereldoorlog en de nederlaag van de Asmogendheden, tekenden Frankrijk en het Verenigd Koninkrijk het Verdrag van Duinkerke op 4 maart 1947 als Verdrag van Bondgenootschap en Wederzijdse Bijstand tegen een mogelijke Duitse aanval; het verdrag trad op 8 september 1947 in werking. Met het Verdrag van Brussel in 1948 werd de militaire Western Union Defence Organisation gesticht met een geallieerde Europese commandostructuur onder de Britse veldmaarschalk Montgomery. West-Europese mogendheden, met uitzondering van Ierland, Zweden, Finland en Oostenrijk, tekenden het Noord-Atlantisch Verdrag samen met de Verenigde Staten en Canada, hetgeen slechts een passief defensief verbond instelde tot 1951, toen tijdens de Koreaanse Oorlog de bestaande en volledig functionerende Western Union Defence Organisation werd uitgebreid om de Noord-Atlantische Verdragsorganisatie (NAVO) te smeden.

### West-Europese Unie
In de vroege jaren 1950 probeerden Frankrijk, de Bondsrepubliek Duitsland, Italië en de Benelux-landen de strijdkrachten van het West-Europese vasteland te integreren met de Europese Defensiegemeenschap (EDG). Dit plan werd echter niet aangenomen omdat de Franse Nationale Vergadering het afkeurde, waar gaullisten vreesden voor aantasting van de nationale soevereiniteit en communisten tegen een Europees militair verbond waren dat de Sovjet-Unie zou aankunnen. De mislukking van de EDG leidde in 1954 tot amendering van het Verdrag van Brussel tijdens de Conferentie van Londen (1954), dat ter vervanging van de EDG de politieke West-Europese Unie (WEU) stichtte uit de eerdere militaire Western Union Defence Organisation. Ook werden de Bondsrepubliek Duitsland en Italië in zowel de WEU als de NAVO opgenomen toen de conferentie de bezetting van West-Duitsland beëindigde en de defensiedoelen van Duitsland naar de Sovjet-Unie verlegde.
Sinds de Verklaring van Petersberg in 1992 mogen strijdkrachten onder de vlag van de WEU taken uitvoeren in crisissituaties, waaronder het afdwingen van vrede ("peacemaking"). Hiervan is nooit gebruikgemaakt. Daarna nam de Europese Unie geleidelijk alle taken van de WEU over en werd haar bestaan overbodig, waarna in 2011 de opheffing volgde.

### Gemeenschappelijk veiligheids- en defensiebeleid
Vooral door de Joegoslavische Oorlogen werd steeds meer de behoefte gevoeld om tot een gezamenlijk Europees defensiebeleid te komen, maar onduidelijk was nog hoe men dit zou gaan invullen: de lidstaten van de EU en de NAVO overlapten elkaar grotendeels, maar niet geheel. In 1996 kreeg de WEU van de NAVO de taak om een Europese Veiligheids- en Defensie-identiteit in te voeren binnen de NAVO, hetgeen later overging in het Gemeenschappelijk veiligheids- en defensiebeleid toen alle WEU-functies aan de EU werden overgedragen met het Verdrag van Lissabon (2007). De lidmaatschappen van de EU en de NAVO staan los van elkaar en sommige EU-lidstaten zijn traditioneel neutraal over defensiezaken. Verscheidene nieuwe EU-lidstaten waren vroeger lid van het Warschaupact. Het Berlijn-Plus-akkoord werd in 2002 gesloten tussen de NAVO en de EU in 2002; hierdoor mag de EU uit NAVO-middelen putten voor haar eigen vredesmissies.
Na de Kosovo-oorlog kwam de Europese Raad in juni 1999 te Keulen overeen dat "de Unie de capaciteit moet hebben om autonoom te handelen, ondersteund door geloofwaardige strijdkrachten, de middelen om te besluiten ze te gebruiken en de paraatheid om dat te doen, om te kunnen reageren op internationale crises zonder vooroordelen wegens het handelen van de NAVO". Derhalve werden verscheidene inspanningen gedaan om het militaire vermogen van de EU te vergroten, vooral het Helsinki Headline Goal-proces: de instelling van een EU-interventiemacht van in totaal 60.000 troepen tegen 2003. Deze macht bestaat uit de zogeheten EU Battlegroups à 1500 militairen per brigade, waarvan elke snel inzetbaar dient te zijn.

### Europees defensie-initiatief
Het Europees defensie-initiatief (ook wel "Initiatief van de Vier") is een voorstel tot uitgebreide EU-defensiesamenwerking dat op 29 april 2003 werd gepresenteerd door Frankrijk, Duitsland, België en Luxemburg in Brussel. Het was gebaseerd op het principe van versterkte samenwerking en bedoeld om het reageervermogen te verbeteren onder het Europees veiligheids- en defensiebeleid (EVDB).
Sommige critici vreesden dat dit intra-Europese proces spanningen met de NAVO zou opleveren en anderen vonden dat het slechts een kopie was van de bestaande structuren met een oproep voor een apart Europees hoofdkwartier. Er waren ook zorgen over een Europa met meerdere snelheden. Het Verenigd Koninkrijk was eerst tegen het concept, maar wijzigde zijn positie later tot voorstander.

### SAFE
Op 20 februari 2009 stemde het Europees Parlement voor het creëren van Synchronised Armed Forces Europe (SAFE) als eerste stap naar een echte Europese krijgsmacht. SAFE zal worden geleid door een EU-directoraat, met haar eigen trainingsnormen en operationele doctrine. Er zijn ook plannen om een "Raad van Defensieministers" van de EU en "een Europese statuut voor militairen binnen het raamwerk van Safe dat trainingsnormen, operationele doctrine en de vrijheid van operationeel handelen reguleert". EU-strijdkrachten zijn ingezet bij vredesmissies van Centraal- tot Noord-Afrika, ex-Joegoslavië en West-Azië. EU Militaire operaties van de EU worden door verschillende organen ondersteund, waaronder het Europees Defensieagentschap, het Satellietcentrum van de Europese Unie en de Europese Militaire Staf. In an EU consisting of 28 members, substantial security and defence co-operation is increasingly relying on great power co-operation.
De inwerkingtreding van het Verdrag van Lissabon bracht veel lidstaten van de WEU ertoe om die organisatie, die al grotendeels slapend was geworden, geheel te schrappen, maar ze hebben de clausule van wederzijdse defensie van het Verdrag van Brussel behouden als basis van de EU-regeling voor wederzijdse defensie.

## Gemeenschappelijk veiligheids- en defensiebeleid

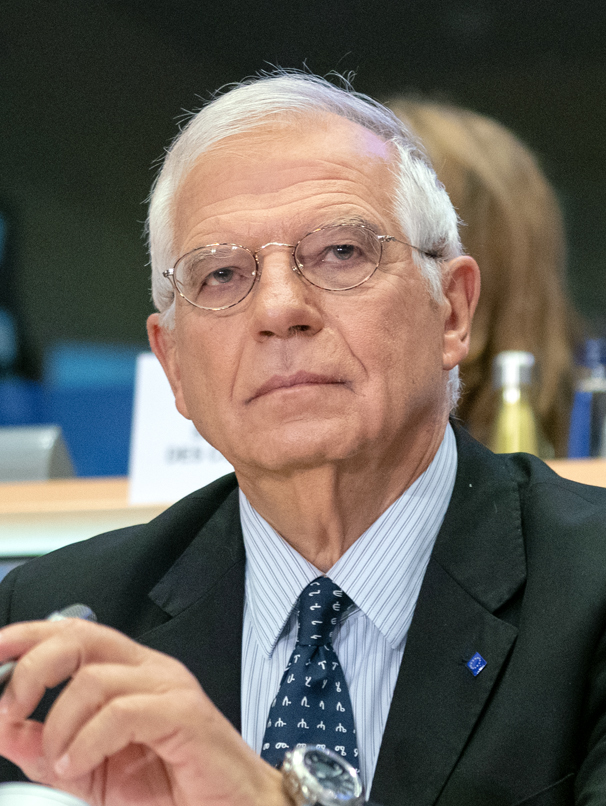
Josep Borrell, hoge vertegenwoordiger 2019-2024.

De defensie-voorzieningen die zijn ingericht door EU-instellingen zijn onderdeel van het Gemeenschappelijk veiligheids- en defensiebeleid (GVDB), een tak van het Gemeenschappelijk buitenlands en veiligheidsbeleid (GBVB). Het dient te worden opgemerkt dat Denemarken een uitzonderingsclausule heeft ten opzichte van het GVDB.

### Veiligheidsstrategie
De Europese Veiligheidsstrategie is een document waarin de EU haar veiligheidsstrategie verduidelijkte, met als doel "Een veiliger Europa in een betere wereld". Het identificeerde nieuwe bedreigingen voor de Unie en hoe zij die, in nauw overleg met de VS, diende aan te pakken. Het plan werd gepresenteerd door toenmalig hoge vertegenwoordiger Javier Solana tijdens de EU-top van 19–20 juni 2003 te Porto Carras. Tijdens de vergadering van de Europese Raad op 12–13 december 2003 werd de strategie aangenomen.

### Defensieagentschap
Het Europees Defensieagentschap (EDA) is op 12 juli 2004 te Brussel opgericht om Europese defensiesamenwerking te coördineren. Het is onderdeel van het Gemeenschappelijk veiligheids- en defensiebeleid en rapporteert aan de Raad van de Europese Unie.

### Militaire Staf

Embleem van de Militaire Staf.

De Europese Militaire Staf (EUMS) is het orgaan van de Europese dienst voor extern optreden dat operaties aanstuurt die de Unie uitvoert. De EUMS wordt geleid door het Militair Comité van de Europese Unie (EUMC). De EUMC wordt voorgezeten door een hoge militaire officier.

### Instituut voor veiligheidsstudies
Het Instituut voor veiligheidsstudies van de Europese Unie (EUISS) is een in Parijs gevestigd EU-agentschap. Het EUISS ontwikkelde zich uit het Instituut voor veiligheidsstudies van de WEU, dat later opging in de EU. Momenteel fungeert het onder het Gemeenschappelijk veiligheids- en defensiebeleid van de EU.
Het EUISS is een autonoom agentschap met volledige intellectuele vrijheid. Als denktank onderzoekt het veiligheidsvraagstukken die relevant zijn voor de EU en biedt een discussieforum. Als EU-agentschap biedt het ook analyses en voorspellingen aan de hoge vertegenwoordiger.

### Battlegroups

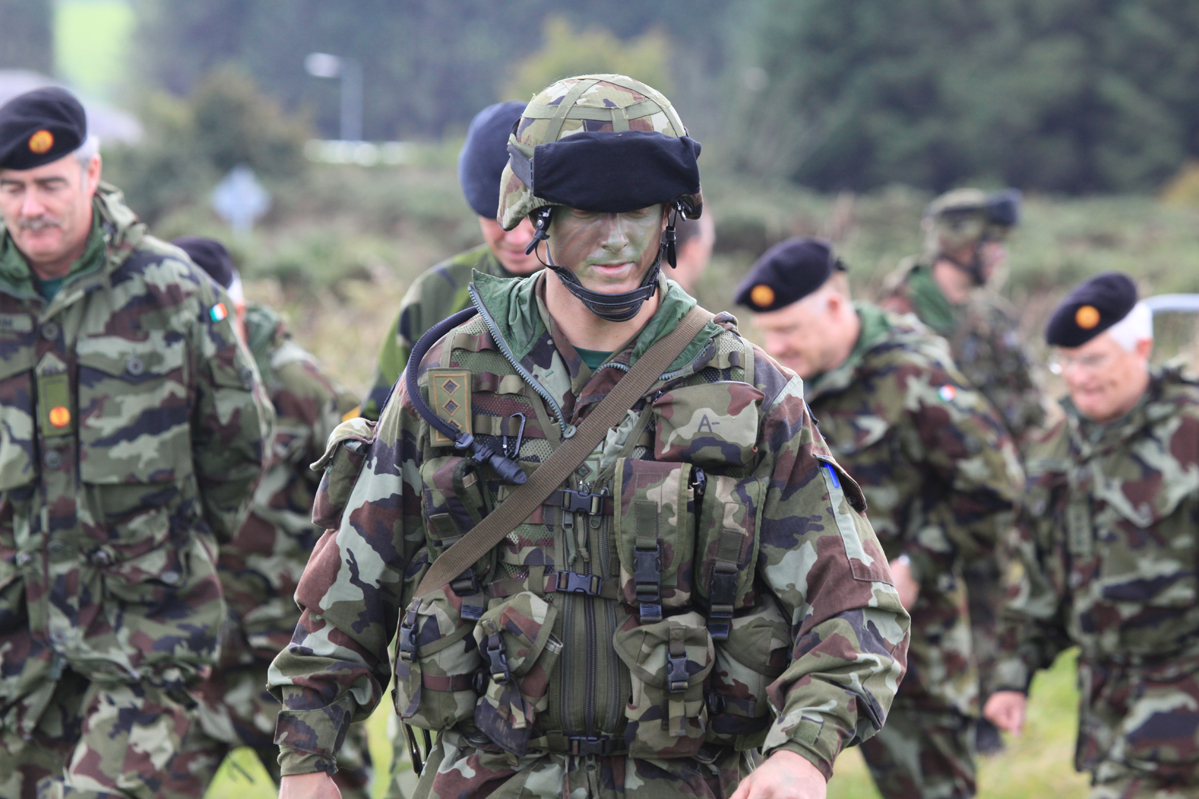
Personeel van de Nordic Battlegroup op training in 2010.

De EU-battlegroups maken deel uit van het GVDB en zijn gebaseerd op bijdragen van een coalitie van lidstaten. Alle achttien battlegroups bestaan uit een strijdmacht ter grootte van een bataljon (1500 troepen) versterkt door gevechtsondersteunende elementen. De groepen rouleren actief, zodat er altijd twee paraat staan om te worden ingezet. De strijdkrachten staan onder rechtstreeks bewind van de Raad van de Europese Unie.
In 2004 verwelkomde VN-Secretaris-Generaal Kofi Annan de plannen voor het oprichten van de EU-battlegroups en benadrukte hun waarde en belang om de VN te helpen de vrede te bewaren in conflictgebieden. De battlegroups bereikten volledige operationele capaciteit op 1 januari 2007, maar ze zijn tot op heden nog nooit betrokken geweest in militaire acties. Ze zijn gebaseerd op de bestaande ad hoc-missies die de EU heeft ondernomen en worden soms omschreven als het nieuwe "staand leger" voor Europa. De troepen en uitrusting worden samengesteld door verschillende EU-lidstaten onder leiding van een "leidende natie".